# Retjons
Retjons je naselje in občina v francoskem departmaju Landes regije Akvitanije. Naselje je leta 2009 imelo 317 prebivalcev.

## Geografija
Kraj leži v pokrajini Gaskonji 30 km severovzhodno od Mont-de-Marsana.

## Uprava
Občina Retjons skupaj s sosednjimi občinami Arue, Bourriot-Bergonce, Cachen, Labastide-d'Armagnac, Lencouacq, Maillas, Pouydesseaux, Roquefort, Saint-Gor, Saint-Justin, Sarbazan in Vielle-Soubiran sestavlja kanton Roquefort s sedežem v Roquefortu. Kanton je sestavni del okrožja Mont-de-Marsan.

## Zanimivosti
Retjons se nahaja ob romarski poti v Santiago de Compostelo, Via Lemovicensis.
- cerkev sv. Petra,
- Marijina kapela, Lugaut.

## Pobratena mesta
- Ligsdorf (Haut-Rhin, Alzacija);